# Бреде-2 тема
Те́ма Бреде-2 — тема в шаховій композиції триходового жанру. Суть теми — зв'язування і розв'язування білої фігури при перехресних шахах білому королю.

## Історія
Цю ідею запропонував німецький шаховий композитор Юліус Бреде (1800 — 15.12.1849) в першій половині ХІХ століття.
Після вступного ходу білих чорні оголошують шах білому королю, білі захищаючись від шаху зв'язують свою фігуру і оголошують шах чорному королю. Наступним ходом чорні розв'язують білу фігуру і та оголошує мат.
Оскільки є ще один задум, який носить його ім'я, ця ідея дістала назву — тема Бреде-2.
|   | a | b | c | d | e | f | g | h |   |
| 8 | a8 чорний слон · b8 білий слон · a7 біла тура · d7 білий слон · h7 чорний кінь · a6 білий пішак · f6 білий пішак · a5 чорний кінь · d5 чорний король · f5 білий пішак · a4 чорний пішак · b4 білий пішак · d3 білий пішак · g3 білий кінь · a2 чорний ферзь · b2 чорний слон · d2 чорний пішак · e2 білий кінь · g2 білий король | a8 чорний слон · b8 білий слон · a7 біла тура · d7 білий слон · h7 чорний кінь · a6 білий пішак · f6 білий пішак · a5 чорний кінь · d5 чорний король · f5 білий пішак · a4 чорний пішак · b4 білий пішак · d3 білий пішак · g3 білий кінь · a2 чорний ферзь · b2 чорний слон · d2 чорний пішак · e2 білий кінь · g2 білий король | a8 чорний слон · b8 білий слон · a7 біла тура · d7 білий слон · h7 чорний кінь · a6 білий пішак · f6 білий пішак · a5 чорний кінь · d5 чорний король · f5 білий пішак · a4 чорний пішак · b4 білий пішак · d3 білий пішак · g3 білий кінь · a2 чорний ферзь · b2 чорний слон · d2 чорний пішак · e2 білий кінь · g2 білий король | a8 чорний слон · b8 білий слон · a7 біла тура · d7 білий слон · h7 чорний кінь · a6 білий пішак · f6 білий пішак · a5 чорний кінь · d5 чорний король · f5 білий пішак · a4 чорний пішак · b4 білий пішак · d3 білий пішак · g3 білий кінь · a2 чорний ферзь · b2 чорний слон · d2 чорний пішак · e2 білий кінь · g2 білий король | a8 чорний слон · b8 білий слон · a7 біла тура · d7 білий слон · h7 чорний кінь · a6 білий пішак · f6 білий пішак · a5 чорний кінь · d5 чорний король · f5 білий пішак · a4 чорний пішак · b4 білий пішак · d3 білий пішак · g3 білий кінь · a2 чорний ферзь · b2 чорний слон · d2 чорний пішак · e2 білий кінь · g2 білий король | a8 чорний слон · b8 білий слон · a7 біла тура · d7 білий слон · h7 чорний кінь · a6 білий пішак · f6 білий пішак · a5 чорний кінь · d5 чорний король · f5 білий пішак · a4 чорний пішак · b4 білий пішак · d3 білий пішак · g3 білий кінь · a2 чорний ферзь · b2 чорний слон · d2 чорний пішак · e2 білий кінь · g2 білий король | a8 чорний слон · b8 білий слон · a7 біла тура · d7 білий слон · h7 чорний кінь · a6 білий пішак · f6 білий пішак · a5 чорний кінь · d5 чорний король · f5 білий пішак · a4 чорний пішак · b4 білий пішак · d3 білий пішак · g3 білий кінь · a2 чорний ферзь · b2 чорний слон · d2 чорний пішак · e2 білий кінь · g2 білий король | a8 чорний слон · b8 білий слон · a7 біла тура · d7 білий слон · h7 чорний кінь · a6 білий пішак · f6 білий пішак · a5 чорний кінь · d5 чорний король · f5 білий пішак · a4 чорний пішак · b4 білий пішак · d3 білий пішак · g3 білий кінь · a2 чорний ферзь · b2 чорний слон · d2 чорний пішак · e2 білий кінь · g2 білий король | 8 |
| 7 | a8 чорний слон · b8 білий слон · a7 біла тура · d7 білий слон · h7 чорний кінь · a6 білий пішак · f6 білий пішак · a5 чорний кінь · d5 чорний король · f5 білий пішак · a4 чорний пішак · b4 білий пішак · d3 білий пішак · g3 білий кінь · a2 чорний ферзь · b2 чорний слон · d2 чорний пішак · e2 білий кінь · g2 білий король | a8 чорний слон · b8 білий слон · a7 біла тура · d7 білий слон · h7 чорний кінь · a6 білий пішак · f6 білий пішак · a5 чорний кінь · d5 чорний король · f5 білий пішак · a4 чорний пішак · b4 білий пішак · d3 білий пішак · g3 білий кінь · a2 чорний ферзь · b2 чорний слон · d2 чорний пішак · e2 білий кінь · g2 білий король | a8 чорний слон · b8 білий слон · a7 біла тура · d7 білий слон · h7 чорний кінь · a6 білий пішак · f6 білий пішак · a5 чорний кінь · d5 чорний король · f5 білий пішак · a4 чорний пішак · b4 білий пішак · d3 білий пішак · g3 білий кінь · a2 чорний ферзь · b2 чорний слон · d2 чорний пішак · e2 білий кінь · g2 білий король | a8 чорний слон · b8 білий слон · a7 біла тура · d7 білий слон · h7 чорний кінь · a6 білий пішак · f6 білий пішак · a5 чорний кінь · d5 чорний король · f5 білий пішак · a4 чорний пішак · b4 білий пішак · d3 білий пішак · g3 білий кінь · a2 чорний ферзь · b2 чорний слон · d2 чорний пішак · e2 білий кінь · g2 білий король | a8 чорний слон · b8 білий слон · a7 біла тура · d7 білий слон · h7 чорний кінь · a6 білий пішак · f6 білий пішак · a5 чорний кінь · d5 чорний король · f5 білий пішак · a4 чорний пішак · b4 білий пішак · d3 білий пішак · g3 білий кінь · a2 чорний ферзь · b2 чорний слон · d2 чорний пішак · e2 білий кінь · g2 білий король | a8 чорний слон · b8 білий слон · a7 біла тура · d7 білий слон · h7 чорний кінь · a6 білий пішак · f6 білий пішак · a5 чорний кінь · d5 чорний король · f5 білий пішак · a4 чорний пішак · b4 білий пішак · d3 білий пішак · g3 білий кінь · a2 чорний ферзь · b2 чорний слон · d2 чорний пішак · e2 білий кінь · g2 білий король | a8 чорний слон · b8 білий слон · a7 біла тура · d7 білий слон · h7 чорний кінь · a6 білий пішак · f6 білий пішак · a5 чорний кінь · d5 чорний король · f5 білий пішак · a4 чорний пішак · b4 білий пішак · d3 білий пішак · g3 білий кінь · a2 чорний ферзь · b2 чорний слон · d2 чорний пішак · e2 білий кінь · g2 білий король | a8 чорний слон · b8 білий слон · a7 біла тура · d7 білий слон · h7 чорний кінь · a6 білий пішак · f6 білий пішак · a5 чорний кінь · d5 чорний король · f5 білий пішак · a4 чорний пішак · b4 білий пішак · d3 білий пішак · g3 білий кінь · a2 чорний ферзь · b2 чорний слон · d2 чорний пішак · e2 білий кінь · g2 білий король | 7 |
| 6 | a8 чорний слон · b8 білий слон · a7 біла тура · d7 білий слон · h7 чорний кінь · a6 білий пішак · f6 білий пішак · a5 чорний кінь · d5 чорний король · f5 білий пішак · a4 чорний пішак · b4 білий пішак · d3 білий пішак · g3 білий кінь · a2 чорний ферзь · b2 чорний слон · d2 чорний пішак · e2 білий кінь · g2 білий король | a8 чорний слон · b8 білий слон · a7 біла тура · d7 білий слон · h7 чорний кінь · a6 білий пішак · f6 білий пішак · a5 чорний кінь · d5 чорний король · f5 білий пішак · a4 чорний пішак · b4 білий пішак · d3 білий пішак · g3 білий кінь · a2 чорний ферзь · b2 чорний слон · d2 чорний пішак · e2 білий кінь · g2 білий король | a8 чорний слон · b8 білий слон · a7 біла тура · d7 білий слон · h7 чорний кінь · a6 білий пішак · f6 білий пішак · a5 чорний кінь · d5 чорний король · f5 білий пішак · a4 чорний пішак · b4 білий пішак · d3 білий пішак · g3 білий кінь · a2 чорний ферзь · b2 чорний слон · d2 чорний пішак · e2 білий кінь · g2 білий король | a8 чорний слон · b8 білий слон · a7 біла тура · d7 білий слон · h7 чорний кінь · a6 білий пішак · f6 білий пішак · a5 чорний кінь · d5 чорний король · f5 білий пішак · a4 чорний пішак · b4 білий пішак · d3 білий пішак · g3 білий кінь · a2 чорний ферзь · b2 чорний слон · d2 чорний пішак · e2 білий кінь · g2 білий король | a8 чорний слон · b8 білий слон · a7 біла тура · d7 білий слон · h7 чорний кінь · a6 білий пішак · f6 білий пішак · a5 чорний кінь · d5 чорний король · f5 білий пішак · a4 чорний пішак · b4 білий пішак · d3 білий пішак · g3 білий кінь · a2 чорний ферзь · b2 чорний слон · d2 чорний пішак · e2 білий кінь · g2 білий король | a8 чорний слон · b8 білий слон · a7 біла тура · d7 білий слон · h7 чорний кінь · a6 білий пішак · f6 білий пішак · a5 чорний кінь · d5 чорний король · f5 білий пішак · a4 чорний пішак · b4 білий пішак · d3 білий пішак · g3 білий кінь · a2 чорний ферзь · b2 чорний слон · d2 чорний пішак · e2 білий кінь · g2 білий король | a8 чорний слон · b8 білий слон · a7 біла тура · d7 білий слон · h7 чорний кінь · a6 білий пішак · f6 білий пішак · a5 чорний кінь · d5 чорний король · f5 білий пішак · a4 чорний пішак · b4 білий пішак · d3 білий пішак · g3 білий кінь · a2 чорний ферзь · b2 чорний слон · d2 чорний пішак · e2 білий кінь · g2 білий король | a8 чорний слон · b8 білий слон · a7 біла тура · d7 білий слон · h7 чорний кінь · a6 білий пішак · f6 білий пішак · a5 чорний кінь · d5 чорний король · f5 білий пішак · a4 чорний пішак · b4 білий пішак · d3 білий пішак · g3 білий кінь · a2 чорний ферзь · b2 чорний слон · d2 чорний пішак · e2 білий кінь · g2 білий король | 6 |
| 5 | a8 чорний слон · b8 білий слон · a7 біла тура · d7 білий слон · h7 чорний кінь · a6 білий пішак · f6 білий пішак · a5 чорний кінь · d5 чорний король · f5 білий пішак · a4 чорний пішак · b4 білий пішак · d3 білий пішак · g3 білий кінь · a2 чорний ферзь · b2 чорний слон · d2 чорний пішак · e2 білий кінь · g2 білий король | a8 чорний слон · b8 білий слон · a7 біла тура · d7 білий слон · h7 чорний кінь · a6 білий пішак · f6 білий пішак · a5 чорний кінь · d5 чорний король · f5 білий пішак · a4 чорний пішак · b4 білий пішак · d3 білий пішак · g3 білий кінь · a2 чорний ферзь · b2 чорний слон · d2 чорний пішак · e2 білий кінь · g2 білий король | a8 чорний слон · b8 білий слон · a7 біла тура · d7 білий слон · h7 чорний кінь · a6 білий пішак · f6 білий пішак · a5 чорний кінь · d5 чорний король · f5 білий пішак · a4 чорний пішак · b4 білий пішак · d3 білий пішак · g3 білий кінь · a2 чорний ферзь · b2 чорний слон · d2 чорний пішак · e2 білий кінь · g2 білий король | a8 чорний слон · b8 білий слон · a7 біла тура · d7 білий слон · h7 чорний кінь · a6 білий пішак · f6 білий пішак · a5 чорний кінь · d5 чорний король · f5 білий пішак · a4 чорний пішак · b4 білий пішак · d3 білий пішак · g3 білий кінь · a2 чорний ферзь · b2 чорний слон · d2 чорний пішак · e2 білий кінь · g2 білий король | a8 чорний слон · b8 білий слон · a7 біла тура · d7 білий слон · h7 чорний кінь · a6 білий пішак · f6 білий пішак · a5 чорний кінь · d5 чорний король · f5 білий пішак · a4 чорний пішак · b4 білий пішак · d3 білий пішак · g3 білий кінь · a2 чорний ферзь · b2 чорний слон · d2 чорний пішак · e2 білий кінь · g2 білий король | a8 чорний слон · b8 білий слон · a7 біла тура · d7 білий слон · h7 чорний кінь · a6 білий пішак · f6 білий пішак · a5 чорний кінь · d5 чорний король · f5 білий пішак · a4 чорний пішак · b4 білий пішак · d3 білий пішак · g3 білий кінь · a2 чорний ферзь · b2 чорний слон · d2 чорний пішак · e2 білий кінь · g2 білий король | a8 чорний слон · b8 білий слон · a7 біла тура · d7 білий слон · h7 чорний кінь · a6 білий пішак · f6 білий пішак · a5 чорний кінь · d5 чорний король · f5 білий пішак · a4 чорний пішак · b4 білий пішак · d3 білий пішак · g3 білий кінь · a2 чорний ферзь · b2 чорний слон · d2 чорний пішак · e2 білий кінь · g2 білий король | a8 чорний слон · b8 білий слон · a7 біла тура · d7 білий слон · h7 чорний кінь · a6 білий пішак · f6 білий пішак · a5 чорний кінь · d5 чорний король · f5 білий пішак · a4 чорний пішак · b4 білий пішак · d3 білий пішак · g3 білий кінь · a2 чорний ферзь · b2 чорний слон · d2 чорний пішак · e2 білий кінь · g2 білий король | 5 |
| 4 | a8 чорний слон · b8 білий слон · a7 біла тура · d7 білий слон · h7 чорний кінь · a6 білий пішак · f6 білий пішак · a5 чорний кінь · d5 чорний король · f5 білий пішак · a4 чорний пішак · b4 білий пішак · d3 білий пішак · g3 білий кінь · a2 чорний ферзь · b2 чорний слон · d2 чорний пішак · e2 білий кінь · g2 білий король | a8 чорний слон · b8 білий слон · a7 біла тура · d7 білий слон · h7 чорний кінь · a6 білий пішак · f6 білий пішак · a5 чорний кінь · d5 чорний король · f5 білий пішак · a4 чорний пішак · b4 білий пішак · d3 білий пішак · g3 білий кінь · a2 чорний ферзь · b2 чорний слон · d2 чорний пішак · e2 білий кінь · g2 білий король | a8 чорний слон · b8 білий слон · a7 біла тура · d7 білий слон · h7 чорний кінь · a6 білий пішак · f6 білий пішак · a5 чорний кінь · d5 чорний король · f5 білий пішак · a4 чорний пішак · b4 білий пішак · d3 білий пішак · g3 білий кінь · a2 чорний ферзь · b2 чорний слон · d2 чорний пішак · e2 білий кінь · g2 білий король | a8 чорний слон · b8 білий слон · a7 біла тура · d7 білий слон · h7 чорний кінь · a6 білий пішак · f6 білий пішак · a5 чорний кінь · d5 чорний король · f5 білий пішак · a4 чорний пішак · b4 білий пішак · d3 білий пішак · g3 білий кінь · a2 чорний ферзь · b2 чорний слон · d2 чорний пішак · e2 білий кінь · g2 білий король | a8 чорний слон · b8 білий слон · a7 біла тура · d7 білий слон · h7 чорний кінь · a6 білий пішак · f6 білий пішак · a5 чорний кінь · d5 чорний король · f5 білий пішак · a4 чорний пішак · b4 білий пішак · d3 білий пішак · g3 білий кінь · a2 чорний ферзь · b2 чорний слон · d2 чорний пішак · e2 білий кінь · g2 білий король | a8 чорний слон · b8 білий слон · a7 біла тура · d7 білий слон · h7 чорний кінь · a6 білий пішак · f6 білий пішак · a5 чорний кінь · d5 чорний король · f5 білий пішак · a4 чорний пішак · b4 білий пішак · d3 білий пішак · g3 білий кінь · a2 чорний ферзь · b2 чорний слон · d2 чорний пішак · e2 білий кінь · g2 білий король | a8 чорний слон · b8 білий слон · a7 біла тура · d7 білий слон · h7 чорний кінь · a6 білий пішак · f6 білий пішак · a5 чорний кінь · d5 чорний король · f5 білий пішак · a4 чорний пішак · b4 білий пішак · d3 білий пішак · g3 білий кінь · a2 чорний ферзь · b2 чорний слон · d2 чорний пішак · e2 білий кінь · g2 білий король | a8 чорний слон · b8 білий слон · a7 біла тура · d7 білий слон · h7 чорний кінь · a6 білий пішак · f6 білий пішак · a5 чорний кінь · d5 чорний король · f5 білий пішак · a4 чорний пішак · b4 білий пішак · d3 білий пішак · g3 білий кінь · a2 чорний ферзь · b2 чорний слон · d2 чорний пішак · e2 білий кінь · g2 білий король | 4 |
| 3 | a8 чорний слон · b8 білий слон · a7 біла тура · d7 білий слон · h7 чорний кінь · a6 білий пішак · f6 білий пішак · a5 чорний кінь · d5 чорний король · f5 білий пішак · a4 чорний пішак · b4 білий пішак · d3 білий пішак · g3 білий кінь · a2 чорний ферзь · b2 чорний слон · d2 чорний пішак · e2 білий кінь · g2 білий король | a8 чорний слон · b8 білий слон · a7 біла тура · d7 білий слон · h7 чорний кінь · a6 білий пішак · f6 білий пішак · a5 чорний кінь · d5 чорний король · f5 білий пішак · a4 чорний пішак · b4 білий пішак · d3 білий пішак · g3 білий кінь · a2 чорний ферзь · b2 чорний слон · d2 чорний пішак · e2 білий кінь · g2 білий король | a8 чорний слон · b8 білий слон · a7 біла тура · d7 білий слон · h7 чорний кінь · a6 білий пішак · f6 білий пішак · a5 чорний кінь · d5 чорний король · f5 білий пішак · a4 чорний пішак · b4 білий пішак · d3 білий пішак · g3 білий кінь · a2 чорний ферзь · b2 чорний слон · d2 чорний пішак · e2 білий кінь · g2 білий король | a8 чорний слон · b8 білий слон · a7 біла тура · d7 білий слон · h7 чорний кінь · a6 білий пішак · f6 білий пішак · a5 чорний кінь · d5 чорний король · f5 білий пішак · a4 чорний пішак · b4 білий пішак · d3 білий пішак · g3 білий кінь · a2 чорний ферзь · b2 чорний слон · d2 чорний пішак · e2 білий кінь · g2 білий король | a8 чорний слон · b8 білий слон · a7 біла тура · d7 білий слон · h7 чорний кінь · a6 білий пішак · f6 білий пішак · a5 чорний кінь · d5 чорний король · f5 білий пішак · a4 чорний пішак · b4 білий пішак · d3 білий пішак · g3 білий кінь · a2 чорний ферзь · b2 чорний слон · d2 чорний пішак · e2 білий кінь · g2 білий король | a8 чорний слон · b8 білий слон · a7 біла тура · d7 білий слон · h7 чорний кінь · a6 білий пішак · f6 білий пішак · a5 чорний кінь · d5 чорний король · f5 білий пішак · a4 чорний пішак · b4 білий пішак · d3 білий пішак · g3 білий кінь · a2 чорний ферзь · b2 чорний слон · d2 чорний пішак · e2 білий кінь · g2 білий король | a8 чорний слон · b8 білий слон · a7 біла тура · d7 білий слон · h7 чорний кінь · a6 білий пішак · f6 білий пішак · a5 чорний кінь · d5 чорний король · f5 білий пішак · a4 чорний пішак · b4 білий пішак · d3 білий пішак · g3 білий кінь · a2 чорний ферзь · b2 чорний слон · d2 чорний пішак · e2 білий кінь · g2 білий король | a8 чорний слон · b8 білий слон · a7 біла тура · d7 білий слон · h7 чорний кінь · a6 білий пішак · f6 білий пішак · a5 чорний кінь · d5 чорний король · f5 білий пішак · a4 чорний пішак · b4 білий пішак · d3 білий пішак · g3 білий кінь · a2 чорний ферзь · b2 чорний слон · d2 чорний пішак · e2 білий кінь · g2 білий король | 3 |
| 2 | a8 чорний слон · b8 білий слон · a7 біла тура · d7 білий слон · h7 чорний кінь · a6 білий пішак · f6 білий пішак · a5 чорний кінь · d5 чорний король · f5 білий пішак · a4 чорний пішак · b4 білий пішак · d3 білий пішак · g3 білий кінь · a2 чорний ферзь · b2 чорний слон · d2 чорний пішак · e2 білий кінь · g2 білий король | a8 чорний слон · b8 білий слон · a7 біла тура · d7 білий слон · h7 чорний кінь · a6 білий пішак · f6 білий пішак · a5 чорний кінь · d5 чорний король · f5 білий пішак · a4 чорний пішак · b4 білий пішак · d3 білий пішак · g3 білий кінь · a2 чорний ферзь · b2 чорний слон · d2 чорний пішак · e2 білий кінь · g2 білий король | a8 чорний слон · b8 білий слон · a7 біла тура · d7 білий слон · h7 чорний кінь · a6 білий пішак · f6 білий пішак · a5 чорний кінь · d5 чорний король · f5 білий пішак · a4 чорний пішак · b4 білий пішак · d3 білий пішак · g3 білий кінь · a2 чорний ферзь · b2 чорний слон · d2 чорний пішак · e2 білий кінь · g2 білий король | a8 чорний слон · b8 білий слон · a7 біла тура · d7 білий слон · h7 чорний кінь · a6 білий пішак · f6 білий пішак · a5 чорний кінь · d5 чорний король · f5 білий пішак · a4 чорний пішак · b4 білий пішак · d3 білий пішак · g3 білий кінь · a2 чорний ферзь · b2 чорний слон · d2 чорний пішак · e2 білий кінь · g2 білий король | a8 чорний слон · b8 білий слон · a7 біла тура · d7 білий слон · h7 чорний кінь · a6 білий пішак · f6 білий пішак · a5 чорний кінь · d5 чорний король · f5 білий пішак · a4 чорний пішак · b4 білий пішак · d3 білий пішак · g3 білий кінь · a2 чорний ферзь · b2 чорний слон · d2 чорний пішак · e2 білий кінь · g2 білий король | a8 чорний слон · b8 білий слон · a7 біла тура · d7 білий слон · h7 чорний кінь · a6 білий пішак · f6 білий пішак · a5 чорний кінь · d5 чорний король · f5 білий пішак · a4 чорний пішак · b4 білий пішак · d3 білий пішак · g3 білий кінь · a2 чорний ферзь · b2 чорний слон · d2 чорний пішак · e2 білий кінь · g2 білий король | a8 чорний слон · b8 білий слон · a7 біла тура · d7 білий слон · h7 чорний кінь · a6 білий пішак · f6 білий пішак · a5 чорний кінь · d5 чорний король · f5 білий пішак · a4 чорний пішак · b4 білий пішак · d3 білий пішак · g3 білий кінь · a2 чорний ферзь · b2 чорний слон · d2 чорний пішак · e2 білий кінь · g2 білий король | a8 чорний слон · b8 білий слон · a7 біла тура · d7 білий слон · h7 чорний кінь · a6 білий пішак · f6 білий пішак · a5 чорний кінь · d5 чорний король · f5 білий пішак · a4 чорний пішак · b4 білий пішак · d3 білий пішак · g3 білий кінь · a2 чорний ферзь · b2 чорний слон · d2 чорний пішак · e2 білий кінь · g2 білий король | 2 |
| 1 | a8 чорний слон · b8 білий слон · a7 біла тура · d7 білий слон · h7 чорний кінь · a6 білий пішак · f6 білий пішак · a5 чорний кінь · d5 чорний король · f5 білий пішак · a4 чорний пішак · b4 білий пішак · d3 білий пішак · g3 білий кінь · a2 чорний ферзь · b2 чорний слон · d2 чорний пішак · e2 білий кінь · g2 білий король | a8 чорний слон · b8 білий слон · a7 біла тура · d7 білий слон · h7 чорний кінь · a6 білий пішак · f6 білий пішак · a5 чорний кінь · d5 чорний король · f5 білий пішак · a4 чорний пішак · b4 білий пішак · d3 білий пішак · g3 білий кінь · a2 чорний ферзь · b2 чорний слон · d2 чорний пішак · e2 білий кінь · g2 білий король | a8 чорний слон · b8 білий слон · a7 біла тура · d7 білий слон · h7 чорний кінь · a6 білий пішак · f6 білий пішак · a5 чорний кінь · d5 чорний король · f5 білий пішак · a4 чорний пішак · b4 білий пішак · d3 білий пішак · g3 білий кінь · a2 чорний ферзь · b2 чорний слон · d2 чорний пішак · e2 білий кінь · g2 білий король | a8 чорний слон · b8 білий слон · a7 біла тура · d7 білий слон · h7 чорний кінь · a6 білий пішак · f6 білий пішак · a5 чорний кінь · d5 чорний король · f5 білий пішак · a4 чорний пішак · b4 білий пішак · d3 білий пішак · g3 білий кінь · a2 чорний ферзь · b2 чорний слон · d2 чорний пішак · e2 білий кінь · g2 білий король | a8 чорний слон · b8 білий слон · a7 біла тура · d7 білий слон · h7 чорний кінь · a6 білий пішак · f6 білий пішак · a5 чорний кінь · d5 чорний король · f5 білий пішак · a4 чорний пішак · b4 білий пішак · d3 білий пішак · g3 білий кінь · a2 чорний ферзь · b2 чорний слон · d2 чорний пішак · e2 білий кінь · g2 білий король | a8 чорний слон · b8 білий слон · a7 біла тура · d7 білий слон · h7 чорний кінь · a6 білий пішак · f6 білий пішак · a5 чорний кінь · d5 чорний король · f5 білий пішак · a4 чорний пішак · b4 білий пішак · d3 білий пішак · g3 білий кінь · a2 чорний ферзь · b2 чорний слон · d2 чорний пішак · e2 білий кінь · g2 білий король | a8 чорний слон · b8 білий слон · a7 біла тура · d7 білий слон · h7 чорний кінь · a6 білий пішак · f6 білий пішак · a5 чорний кінь · d5 чорний король · f5 білий пішак · a4 чорний пішак · b4 білий пішак · d3 білий пішак · g3 білий кінь · a2 чорний ферзь · b2 чорний слон · d2 чорний пішак · e2 білий кінь · g2 білий король | a8 чорний слон · b8 білий слон · a7 біла тура · d7 білий слон · h7 чорний кінь · a6 білий пішак · f6 білий пішак · a5 чорний кінь · d5 чорний король · f5 білий пішак · a4 чорний пішак · b4 білий пішак · d3 білий пішак · g3 білий кінь · a2 чорний ферзь · b2 чорний слон · d2 чорний пішак · e2 білий кінь · g2 білий король | 1 |
|   | a | b | c | d | e | f | g | h |   |

FEN: bB6/R2B3n/P4P2/n2k1P2/pP6/3P2N1/qb1pN1K1/8
1. Rc7! ~ 2. Rc5#
1. ... Kd6+ 2. Rb7+ Kd5 3. Rb5#
1. ... Ke5+ 2. Rc6+ Kd5 3. Rc5#
|   | a | b | c | d | e | f | g | h |   |
| 8 | b8 білий ферзь · e7 білий король · g7 чорний пішак · c6 чорний пішак · d6 білий кінь · c5 чорний пішак · d5 чорний пішак · e5 чорний король · f5 чорний пішак · g5 чорний пішак · d4 чорний пішак · e4 білий пішак · g3 білий пішак · h3 білий пішак · a2 чорний слон · g2 білий пішак · c1 чорна тура · f1 чорна тура | b8 білий ферзь · e7 білий король · g7 чорний пішак · c6 чорний пішак · d6 білий кінь · c5 чорний пішак · d5 чорний пішак · e5 чорний король · f5 чорний пішак · g5 чорний пішак · d4 чорний пішак · e4 білий пішак · g3 білий пішак · h3 білий пішак · a2 чорний слон · g2 білий пішак · c1 чорна тура · f1 чорна тура | b8 білий ферзь · e7 білий король · g7 чорний пішак · c6 чорний пішак · d6 білий кінь · c5 чорний пішак · d5 чорний пішак · e5 чорний король · f5 чорний пішак · g5 чорний пішак · d4 чорний пішак · e4 білий пішак · g3 білий пішак · h3 білий пішак · a2 чорний слон · g2 білий пішак · c1 чорна тура · f1 чорна тура | b8 білий ферзь · e7 білий король · g7 чорний пішак · c6 чорний пішак · d6 білий кінь · c5 чорний пішак · d5 чорний пішак · e5 чорний король · f5 чорний пішак · g5 чорний пішак · d4 чорний пішак · e4 білий пішак · g3 білий пішак · h3 білий пішак · a2 чорний слон · g2 білий пішак · c1 чорна тура · f1 чорна тура | b8 білий ферзь · e7 білий король · g7 чорний пішак · c6 чорний пішак · d6 білий кінь · c5 чорний пішак · d5 чорний пішак · e5 чорний король · f5 чорний пішак · g5 чорний пішак · d4 чорний пішак · e4 білий пішак · g3 білий пішак · h3 білий пішак · a2 чорний слон · g2 білий пішак · c1 чорна тура · f1 чорна тура | b8 білий ферзь · e7 білий король · g7 чорний пішак · c6 чорний пішак · d6 білий кінь · c5 чорний пішак · d5 чорний пішак · e5 чорний король · f5 чорний пішак · g5 чорний пішак · d4 чорний пішак · e4 білий пішак · g3 білий пішак · h3 білий пішак · a2 чорний слон · g2 білий пішак · c1 чорна тура · f1 чорна тура | b8 білий ферзь · e7 білий король · g7 чорний пішак · c6 чорний пішак · d6 білий кінь · c5 чорний пішак · d5 чорний пішак · e5 чорний король · f5 чорний пішак · g5 чорний пішак · d4 чорний пішак · e4 білий пішак · g3 білий пішак · h3 білий пішак · a2 чорний слон · g2 білий пішак · c1 чорна тура · f1 чорна тура | b8 білий ферзь · e7 білий король · g7 чорний пішак · c6 чорний пішак · d6 білий кінь · c5 чорний пішак · d5 чорний пішак · e5 чорний король · f5 чорний пішак · g5 чорний пішак · d4 чорний пішак · e4 білий пішак · g3 білий пішак · h3 білий пішак · a2 чорний слон · g2 білий пішак · c1 чорна тура · f1 чорна тура | 8 |
| 7 | b8 білий ферзь · e7 білий король · g7 чорний пішак · c6 чорний пішак · d6 білий кінь · c5 чорний пішак · d5 чорний пішак · e5 чорний король · f5 чорний пішак · g5 чорний пішак · d4 чорний пішак · e4 білий пішак · g3 білий пішак · h3 білий пішак · a2 чорний слон · g2 білий пішак · c1 чорна тура · f1 чорна тура | b8 білий ферзь · e7 білий король · g7 чорний пішак · c6 чорний пішак · d6 білий кінь · c5 чорний пішак · d5 чорний пішак · e5 чорний король · f5 чорний пішак · g5 чорний пішак · d4 чорний пішак · e4 білий пішак · g3 білий пішак · h3 білий пішак · a2 чорний слон · g2 білий пішак · c1 чорна тура · f1 чорна тура | b8 білий ферзь · e7 білий король · g7 чорний пішак · c6 чорний пішак · d6 білий кінь · c5 чорний пішак · d5 чорний пішак · e5 чорний король · f5 чорний пішак · g5 чорний пішак · d4 чорний пішак · e4 білий пішак · g3 білий пішак · h3 білий пішак · a2 чорний слон · g2 білий пішак · c1 чорна тура · f1 чорна тура | b8 білий ферзь · e7 білий король · g7 чорний пішак · c6 чорний пішак · d6 білий кінь · c5 чорний пішак · d5 чорний пішак · e5 чорний король · f5 чорний пішак · g5 чорний пішак · d4 чорний пішак · e4 білий пішак · g3 білий пішак · h3 білий пішак · a2 чорний слон · g2 білий пішак · c1 чорна тура · f1 чорна тура | b8 білий ферзь · e7 білий король · g7 чорний пішак · c6 чорний пішак · d6 білий кінь · c5 чорний пішак · d5 чорний пішак · e5 чорний король · f5 чорний пішак · g5 чорний пішак · d4 чорний пішак · e4 білий пішак · g3 білий пішак · h3 білий пішак · a2 чорний слон · g2 білий пішак · c1 чорна тура · f1 чорна тура | b8 білий ферзь · e7 білий король · g7 чорний пішак · c6 чорний пішак · d6 білий кінь · c5 чорний пішак · d5 чорний пішак · e5 чорний король · f5 чорний пішак · g5 чорний пішак · d4 чорний пішак · e4 білий пішак · g3 білий пішак · h3 білий пішак · a2 чорний слон · g2 білий пішак · c1 чорна тура · f1 чорна тура | b8 білий ферзь · e7 білий король · g7 чорний пішак · c6 чорний пішак · d6 білий кінь · c5 чорний пішак · d5 чорний пішак · e5 чорний король · f5 чорний пішак · g5 чорний пішак · d4 чорний пішак · e4 білий пішак · g3 білий пішак · h3 білий пішак · a2 чорний слон · g2 білий пішак · c1 чорна тура · f1 чорна тура | b8 білий ферзь · e7 білий король · g7 чорний пішак · c6 чорний пішак · d6 білий кінь · c5 чорний пішак · d5 чорний пішак · e5 чорний король · f5 чорний пішак · g5 чорний пішак · d4 чорний пішак · e4 білий пішак · g3 білий пішак · h3 білий пішак · a2 чорний слон · g2 білий пішак · c1 чорна тура · f1 чорна тура | 7 |
| 6 | b8 білий ферзь · e7 білий король · g7 чорний пішак · c6 чорний пішак · d6 білий кінь · c5 чорний пішак · d5 чорний пішак · e5 чорний король · f5 чорний пішак · g5 чорний пішак · d4 чорний пішак · e4 білий пішак · g3 білий пішак · h3 білий пішак · a2 чорний слон · g2 білий пішак · c1 чорна тура · f1 чорна тура | b8 білий ферзь · e7 білий король · g7 чорний пішак · c6 чорний пішак · d6 білий кінь · c5 чорний пішак · d5 чорний пішак · e5 чорний король · f5 чорний пішак · g5 чорний пішак · d4 чорний пішак · e4 білий пішак · g3 білий пішак · h3 білий пішак · a2 чорний слон · g2 білий пішак · c1 чорна тура · f1 чорна тура | b8 білий ферзь · e7 білий король · g7 чорний пішак · c6 чорний пішак · d6 білий кінь · c5 чорний пішак · d5 чорний пішак · e5 чорний король · f5 чорний пішак · g5 чорний пішак · d4 чорний пішак · e4 білий пішак · g3 білий пішак · h3 білий пішак · a2 чорний слон · g2 білий пішак · c1 чорна тура · f1 чорна тура | b8 білий ферзь · e7 білий король · g7 чорний пішак · c6 чорний пішак · d6 білий кінь · c5 чорний пішак · d5 чорний пішак · e5 чорний король · f5 чорний пішак · g5 чорний пішак · d4 чорний пішак · e4 білий пішак · g3 білий пішак · h3 білий пішак · a2 чорний слон · g2 білий пішак · c1 чорна тура · f1 чорна тура | b8 білий ферзь · e7 білий король · g7 чорний пішак · c6 чорний пішак · d6 білий кінь · c5 чорний пішак · d5 чорний пішак · e5 чорний король · f5 чорний пішак · g5 чорний пішак · d4 чорний пішак · e4 білий пішак · g3 білий пішак · h3 білий пішак · a2 чорний слон · g2 білий пішак · c1 чорна тура · f1 чорна тура | b8 білий ферзь · e7 білий король · g7 чорний пішак · c6 чорний пішак · d6 білий кінь · c5 чорний пішак · d5 чорний пішак · e5 чорний король · f5 чорний пішак · g5 чорний пішак · d4 чорний пішак · e4 білий пішак · g3 білий пішак · h3 білий пішак · a2 чорний слон · g2 білий пішак · c1 чорна тура · f1 чорна тура | b8 білий ферзь · e7 білий король · g7 чорний пішак · c6 чорний пішак · d6 білий кінь · c5 чорний пішак · d5 чорний пішак · e5 чорний король · f5 чорний пішак · g5 чорний пішак · d4 чорний пішак · e4 білий пішак · g3 білий пішак · h3 білий пішак · a2 чорний слон · g2 білий пішак · c1 чорна тура · f1 чорна тура | b8 білий ферзь · e7 білий король · g7 чорний пішак · c6 чорний пішак · d6 білий кінь · c5 чорний пішак · d5 чорний пішак · e5 чорний король · f5 чорний пішак · g5 чорний пішак · d4 чорний пішак · e4 білий пішак · g3 білий пішак · h3 білий пішак · a2 чорний слон · g2 білий пішак · c1 чорна тура · f1 чорна тура | 6 |
| 5 | b8 білий ферзь · e7 білий король · g7 чорний пішак · c6 чорний пішак · d6 білий кінь · c5 чорний пішак · d5 чорний пішак · e5 чорний король · f5 чорний пішак · g5 чорний пішак · d4 чорний пішак · e4 білий пішак · g3 білий пішак · h3 білий пішак · a2 чорний слон · g2 білий пішак · c1 чорна тура · f1 чорна тура | b8 білий ферзь · e7 білий король · g7 чорний пішак · c6 чорний пішак · d6 білий кінь · c5 чорний пішак · d5 чорний пішак · e5 чорний король · f5 чорний пішак · g5 чорний пішак · d4 чорний пішак · e4 білий пішак · g3 білий пішак · h3 білий пішак · a2 чорний слон · g2 білий пішак · c1 чорна тура · f1 чорна тура | b8 білий ферзь · e7 білий король · g7 чорний пішак · c6 чорний пішак · d6 білий кінь · c5 чорний пішак · d5 чорний пішак · e5 чорний король · f5 чорний пішак · g5 чорний пішак · d4 чорний пішак · e4 білий пішак · g3 білий пішак · h3 білий пішак · a2 чорний слон · g2 білий пішак · c1 чорна тура · f1 чорна тура | b8 білий ферзь · e7 білий король · g7 чорний пішак · c6 чорний пішак · d6 білий кінь · c5 чорний пішак · d5 чорний пішак · e5 чорний король · f5 чорний пішак · g5 чорний пішак · d4 чорний пішак · e4 білий пішак · g3 білий пішак · h3 білий пішак · a2 чорний слон · g2 білий пішак · c1 чорна тура · f1 чорна тура | b8 білий ферзь · e7 білий король · g7 чорний пішак · c6 чорний пішак · d6 білий кінь · c5 чорний пішак · d5 чорний пішак · e5 чорний король · f5 чорний пішак · g5 чорний пішак · d4 чорний пішак · e4 білий пішак · g3 білий пішак · h3 білий пішак · a2 чорний слон · g2 білий пішак · c1 чорна тура · f1 чорна тура | b8 білий ферзь · e7 білий король · g7 чорний пішак · c6 чорний пішак · d6 білий кінь · c5 чорний пішак · d5 чорний пішак · e5 чорний король · f5 чорний пішак · g5 чорний пішак · d4 чорний пішак · e4 білий пішак · g3 білий пішак · h3 білий пішак · a2 чорний слон · g2 білий пішак · c1 чорна тура · f1 чорна тура | b8 білий ферзь · e7 білий король · g7 чорний пішак · c6 чорний пішак · d6 білий кінь · c5 чорний пішак · d5 чорний пішак · e5 чорний король · f5 чорний пішак · g5 чорний пішак · d4 чорний пішак · e4 білий пішак · g3 білий пішак · h3 білий пішак · a2 чорний слон · g2 білий пішак · c1 чорна тура · f1 чорна тура | b8 білий ферзь · e7 білий король · g7 чорний пішак · c6 чорний пішак · d6 білий кінь · c5 чорний пішак · d5 чорний пішак · e5 чорний король · f5 чорний пішак · g5 чорний пішак · d4 чорний пішак · e4 білий пішак · g3 білий пішак · h3 білий пішак · a2 чорний слон · g2 білий пішак · c1 чорна тура · f1 чорна тура | 5 |
| 4 | b8 білий ферзь · e7 білий король · g7 чорний пішак · c6 чорний пішак · d6 білий кінь · c5 чорний пішак · d5 чорний пішак · e5 чорний король · f5 чорний пішак · g5 чорний пішак · d4 чорний пішак · e4 білий пішак · g3 білий пішак · h3 білий пішак · a2 чорний слон · g2 білий пішак · c1 чорна тура · f1 чорна тура | b8 білий ферзь · e7 білий король · g7 чорний пішак · c6 чорний пішак · d6 білий кінь · c5 чорний пішак · d5 чорний пішак · e5 чорний король · f5 чорний пішак · g5 чорний пішак · d4 чорний пішак · e4 білий пішак · g3 білий пішак · h3 білий пішак · a2 чорний слон · g2 білий пішак · c1 чорна тура · f1 чорна тура | b8 білий ферзь · e7 білий король · g7 чорний пішак · c6 чорний пішак · d6 білий кінь · c5 чорний пішак · d5 чорний пішак · e5 чорний король · f5 чорний пішак · g5 чорний пішак · d4 чорний пішак · e4 білий пішак · g3 білий пішак · h3 білий пішак · a2 чорний слон · g2 білий пішак · c1 чорна тура · f1 чорна тура | b8 білий ферзь · e7 білий король · g7 чорний пішак · c6 чорний пішак · d6 білий кінь · c5 чорний пішак · d5 чорний пішак · e5 чорний король · f5 чорний пішак · g5 чорний пішак · d4 чорний пішак · e4 білий пішак · g3 білий пішак · h3 білий пішак · a2 чорний слон · g2 білий пішак · c1 чорна тура · f1 чорна тура | b8 білий ферзь · e7 білий король · g7 чорний пішак · c6 чорний пішак · d6 білий кінь · c5 чорний пішак · d5 чорний пішак · e5 чорний король · f5 чорний пішак · g5 чорний пішак · d4 чорний пішак · e4 білий пішак · g3 білий пішак · h3 білий пішак · a2 чорний слон · g2 білий пішак · c1 чорна тура · f1 чорна тура | b8 білий ферзь · e7 білий король · g7 чорний пішак · c6 чорний пішак · d6 білий кінь · c5 чорний пішак · d5 чорний пішак · e5 чорний король · f5 чорний пішак · g5 чорний пішак · d4 чорний пішак · e4 білий пішак · g3 білий пішак · h3 білий пішак · a2 чорний слон · g2 білий пішак · c1 чорна тура · f1 чорна тура | b8 білий ферзь · e7 білий король · g7 чорний пішак · c6 чорний пішак · d6 білий кінь · c5 чорний пішак · d5 чорний пішак · e5 чорний король · f5 чорний пішак · g5 чорний пішак · d4 чорний пішак · e4 білий пішак · g3 білий пішак · h3 білий пішак · a2 чорний слон · g2 білий пішак · c1 чорна тура · f1 чорна тура | b8 білий ферзь · e7 білий король · g7 чорний пішак · c6 чорний пішак · d6 білий кінь · c5 чорний пішак · d5 чорний пішак · e5 чорний король · f5 чорний пішак · g5 чорний пішак · d4 чорний пішак · e4 білий пішак · g3 білий пішак · h3 білий пішак · a2 чорний слон · g2 білий пішак · c1 чорна тура · f1 чорна тура | 4 |
| 3 | b8 білий ферзь · e7 білий король · g7 чорний пішак · c6 чорний пішак · d6 білий кінь · c5 чорний пішак · d5 чорний пішак · e5 чорний король · f5 чорний пішак · g5 чорний пішак · d4 чорний пішак · e4 білий пішак · g3 білий пішак · h3 білий пішак · a2 чорний слон · g2 білий пішак · c1 чорна тура · f1 чорна тура | b8 білий ферзь · e7 білий король · g7 чорний пішак · c6 чорний пішак · d6 білий кінь · c5 чорний пішак · d5 чорний пішак · e5 чорний король · f5 чорний пішак · g5 чорний пішак · d4 чорний пішак · e4 білий пішак · g3 білий пішак · h3 білий пішак · a2 чорний слон · g2 білий пішак · c1 чорна тура · f1 чорна тура | b8 білий ферзь · e7 білий король · g7 чорний пішак · c6 чорний пішак · d6 білий кінь · c5 чорний пішак · d5 чорний пішак · e5 чорний король · f5 чорний пішак · g5 чорний пішак · d4 чорний пішак · e4 білий пішак · g3 білий пішак · h3 білий пішак · a2 чорний слон · g2 білий пішак · c1 чорна тура · f1 чорна тура | b8 білий ферзь · e7 білий король · g7 чорний пішак · c6 чорний пішак · d6 білий кінь · c5 чорний пішак · d5 чорний пішак · e5 чорний король · f5 чорний пішак · g5 чорний пішак · d4 чорний пішак · e4 білий пішак · g3 білий пішак · h3 білий пішак · a2 чорний слон · g2 білий пішак · c1 чорна тура · f1 чорна тура | b8 білий ферзь · e7 білий король · g7 чорний пішак · c6 чорний пішак · d6 білий кінь · c5 чорний пішак · d5 чорний пішак · e5 чорний король · f5 чорний пішак · g5 чорний пішак · d4 чорний пішак · e4 білий пішак · g3 білий пішак · h3 білий пішак · a2 чорний слон · g2 білий пішак · c1 чорна тура · f1 чорна тура | b8 білий ферзь · e7 білий король · g7 чорний пішак · c6 чорний пішак · d6 білий кінь · c5 чорний пішак · d5 чорний пішак · e5 чорний король · f5 чорний пішак · g5 чорний пішак · d4 чорний пішак · e4 білий пішак · g3 білий пішак · h3 білий пішак · a2 чорний слон · g2 білий пішак · c1 чорна тура · f1 чорна тура | b8 білий ферзь · e7 білий король · g7 чорний пішак · c6 чорний пішак · d6 білий кінь · c5 чорний пішак · d5 чорний пішак · e5 чорний король · f5 чорний пішак · g5 чорний пішак · d4 чорний пішак · e4 білий пішак · g3 білий пішак · h3 білий пішак · a2 чорний слон · g2 білий пішак · c1 чорна тура · f1 чорна тура | b8 білий ферзь · e7 білий король · g7 чорний пішак · c6 чорний пішак · d6 білий кінь · c5 чорний пішак · d5 чорний пішак · e5 чорний король · f5 чорний пішак · g5 чорний пішак · d4 чорний пішак · e4 білий пішак · g3 білий пішак · h3 білий пішак · a2 чорний слон · g2 білий пішак · c1 чорна тура · f1 чорна тура | 3 |
| 2 | b8 білий ферзь · e7 білий король · g7 чорний пішак · c6 чорний пішак · d6 білий кінь · c5 чорний пішак · d5 чорний пішак · e5 чорний король · f5 чорний пішак · g5 чорний пішак · d4 чорний пішак · e4 білий пішак · g3 білий пішак · h3 білий пішак · a2 чорний слон · g2 білий пішак · c1 чорна тура · f1 чорна тура | b8 білий ферзь · e7 білий король · g7 чорний пішак · c6 чорний пішак · d6 білий кінь · c5 чорний пішак · d5 чорний пішак · e5 чорний король · f5 чорний пішак · g5 чорний пішак · d4 чорний пішак · e4 білий пішак · g3 білий пішак · h3 білий пішак · a2 чорний слон · g2 білий пішак · c1 чорна тура · f1 чорна тура | b8 білий ферзь · e7 білий король · g7 чорний пішак · c6 чорний пішак · d6 білий кінь · c5 чорний пішак · d5 чорний пішак · e5 чорний король · f5 чорний пішак · g5 чорний пішак · d4 чорний пішак · e4 білий пішак · g3 білий пішак · h3 білий пішак · a2 чорний слон · g2 білий пішак · c1 чорна тура · f1 чорна тура | b8 білий ферзь · e7 білий король · g7 чорний пішак · c6 чорний пішак · d6 білий кінь · c5 чорний пішак · d5 чорний пішак · e5 чорний король · f5 чорний пішак · g5 чорний пішак · d4 чорний пішак · e4 білий пішак · g3 білий пішак · h3 білий пішак · a2 чорний слон · g2 білий пішак · c1 чорна тура · f1 чорна тура | b8 білий ферзь · e7 білий король · g7 чорний пішак · c6 чорний пішак · d6 білий кінь · c5 чорний пішак · d5 чорний пішак · e5 чорний король · f5 чорний пішак · g5 чорний пішак · d4 чорний пішак · e4 білий пішак · g3 білий пішак · h3 білий пішак · a2 чорний слон · g2 білий пішак · c1 чорна тура · f1 чорна тура | b8 білий ферзь · e7 білий король · g7 чорний пішак · c6 чорний пішак · d6 білий кінь · c5 чорний пішак · d5 чорний пішак · e5 чорний король · f5 чорний пішак · g5 чорний пішак · d4 чорний пішак · e4 білий пішак · g3 білий пішак · h3 білий пішак · a2 чорний слон · g2 білий пішак · c1 чорна тура · f1 чорна тура | b8 білий ферзь · e7 білий король · g7 чорний пішак · c6 чорний пішак · d6 білий кінь · c5 чорний пішак · d5 чорний пішак · e5 чорний король · f5 чорний пішак · g5 чорний пішак · d4 чорний пішак · e4 білий пішак · g3 білий пішак · h3 білий пішак · a2 чорний слон · g2 білий пішак · c1 чорна тура · f1 чорна тура | b8 білий ферзь · e7 білий король · g7 чорний пішак · c6 чорний пішак · d6 білий кінь · c5 чорний пішак · d5 чорний пішак · e5 чорний король · f5 чорний пішак · g5 чорний пішак · d4 чорний пішак · e4 білий пішак · g3 білий пішак · h3 білий пішак · a2 чорний слон · g2 білий пішак · c1 чорна тура · f1 чорна тура | 2 |
| 1 | b8 білий ферзь · e7 білий король · g7 чорний пішак · c6 чорний пішак · d6 білий кінь · c5 чорний пішак · d5 чорний пішак · e5 чорний король · f5 чорний пішак · g5 чорний пішак · d4 чорний пішак · e4 білий пішак · g3 білий пішак · h3 білий пішак · a2 чорний слон · g2 білий пішак · c1 чорна тура · f1 чорна тура | b8 білий ферзь · e7 білий король · g7 чорний пішак · c6 чорний пішак · d6 білий кінь · c5 чорний пішак · d5 чорний пішак · e5 чорний король · f5 чорний пішак · g5 чорний пішак · d4 чорний пішак · e4 білий пішак · g3 білий пішак · h3 білий пішак · a2 чорний слон · g2 білий пішак · c1 чорна тура · f1 чорна тура | b8 білий ферзь · e7 білий король · g7 чорний пішак · c6 чорний пішак · d6 білий кінь · c5 чорний пішак · d5 чорний пішак · e5 чорний король · f5 чорний пішак · g5 чорний пішак · d4 чорний пішак · e4 білий пішак · g3 білий пішак · h3 білий пішак · a2 чорний слон · g2 білий пішак · c1 чорна тура · f1 чорна тура | b8 білий ферзь · e7 білий король · g7 чорний пішак · c6 чорний пішак · d6 білий кінь · c5 чорний пішак · d5 чорний пішак · e5 чорний король · f5 чорний пішак · g5 чорний пішак · d4 чорний пішак · e4 білий пішак · g3 білий пішак · h3 білий пішак · a2 чорний слон · g2 білий пішак · c1 чорна тура · f1 чорна тура | b8 білий ферзь · e7 білий король · g7 чорний пішак · c6 чорний пішак · d6 білий кінь · c5 чорний пішак · d5 чорний пішак · e5 чорний король · f5 чорний пішак · g5 чорний пішак · d4 чорний пішак · e4 білий пішак · g3 білий пішак · h3 білий пішак · a2 чорний слон · g2 білий пішак · c1 чорна тура · f1 чорна тура | b8 білий ферзь · e7 білий король · g7 чорний пішак · c6 чорний пішак · d6 білий кінь · c5 чорний пішак · d5 чорний пішак · e5 чорний король · f5 чорний пішак · g5 чорний пішак · d4 чорний пішак · e4 білий пішак · g3 білий пішак · h3 білий пішак · a2 чорний слон · g2 білий пішак · c1 чорна тура · f1 чорна тура | b8 білий ферзь · e7 білий король · g7 чорний пішак · c6 чорний пішак · d6 білий кінь · c5 чорний пішак · d5 чорний пішак · e5 чорний король · f5 чорний пішак · g5 чорний пішак · d4 чорний пішак · e4 білий пішак · g3 білий пішак · h3 білий пішак · a2 чорний слон · g2 білий пішак · c1 чорна тура · f1 чорна тура | b8 білий ферзь · e7 білий король · g7 чорний пішак · c6 чорний пішак · d6 білий кінь · c5 чорний пішак · d5 чорний пішак · e5 чорний король · f5 чорний пішак · g5 чорний пішак · d4 чорний пішак · e4 білий пішак · g3 білий пішак · h3 білий пішак · a2 чорний слон · g2 білий пішак · c1 чорна тура · f1 чорна тура | 1 |
|   | a | b | c | d | e | f | g | h |   |

FEN: 1Q6/4K1p1/2pN4/2ppkpp1/3pP3/6PP/b5P1/2r2r2
1. Kf7 ~ 2. Qe8+ Kxd6 3. Qe7#
1. ... de+ 2. Sc4+ Kd5 3. Sb6#
1. ... fe+  2. Sf5+ Kxf5 3. g4#
- — - — - — -
1. ... d3 2. Sb5+ Kxe4 3. Qe8#